# Embajada de España en Uruguay
La Embajada del Reino de España en la República Oriental del Uruguay es la máxima representación legal de España en Uruguay.

## Historia
El 19 de julio de 1870, España y Uruguay establecieron relaciones diplomáticas y firmaron un Tratado de Paz y Amistad en que España ratificó el acuerdo anterior de 1845.

## Embajador
El actual embajador es Santiago Jiménez Martín, quien fue nombrado por el gobierno de Pedro Sánchez en octubre de 2022.

## La Embajada de España
El edificio de representación del Reino de España es la embajada española en Montevideo. La cancillería y el consulado-general de España se encuentra en Calle Libertad 2738, Montevideo.

## Otras propiedades de la Embajada de España
Aparte, España tiene los siguientes propiedades afuera de las instalaciones de la embajada:
- Residencia de la Embajada (Avenida Brasil 2786, Montevideo)
- Oficina Económica y Comercial (Plaza de Cagancha 1335, Torre Libertad, Piso 10, Montevideo)
- Consejería de Trabajo, Migraciones y Seguridad Social (Avenida Dr. Francisco Soca 1462, Montevideo)
- Oficina Técnica de Cooperación AECID (Avenida Tomás Giribaldi 2290, Montevideo)
- Centro Cultural (Calle Rincón 629, Montevideo)
- Centro de Formación de la Cooperación Española (Calle 25 de mayo 520, Montevideo)

## Galería

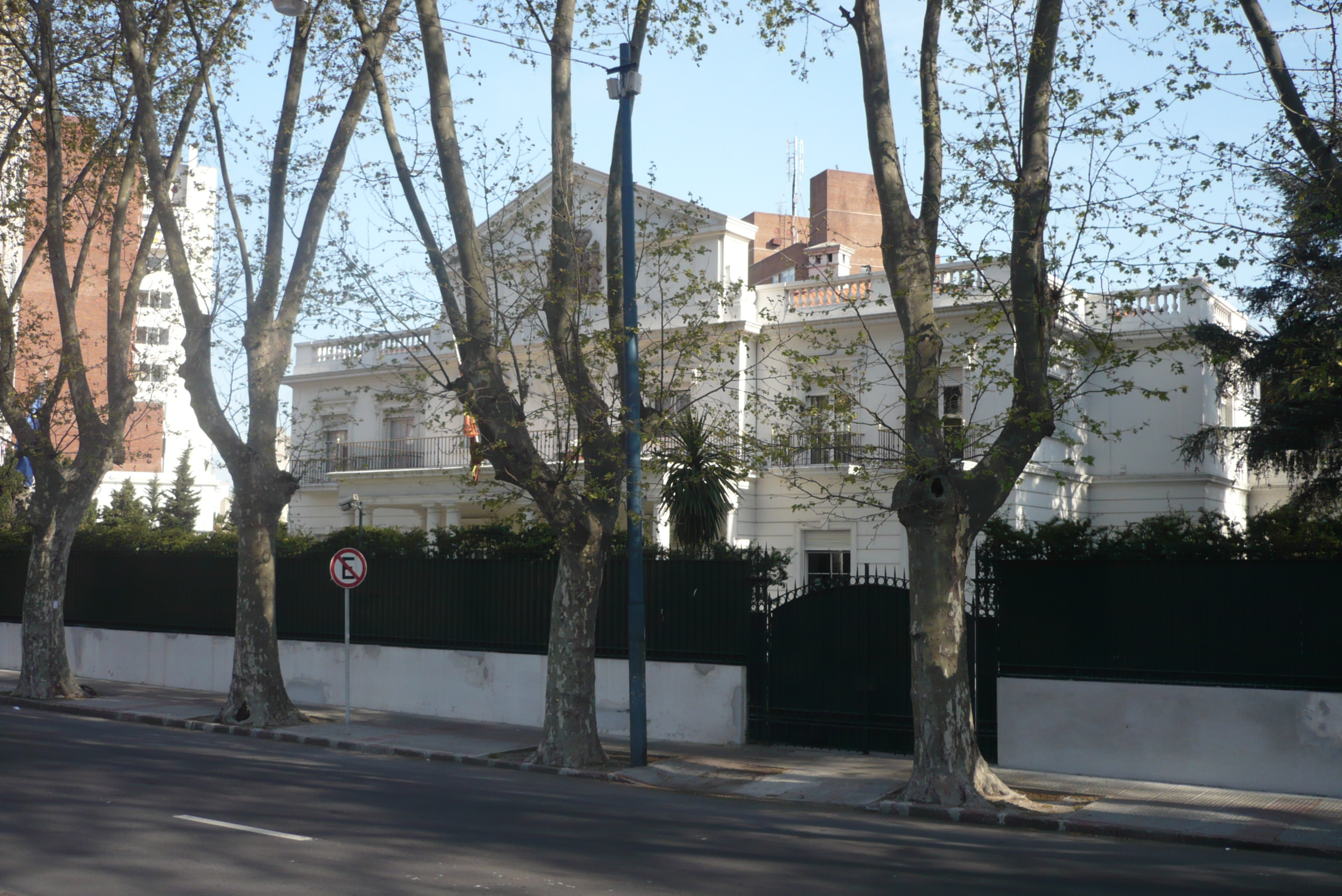
Residencia de la Embajada de España en Montevideo
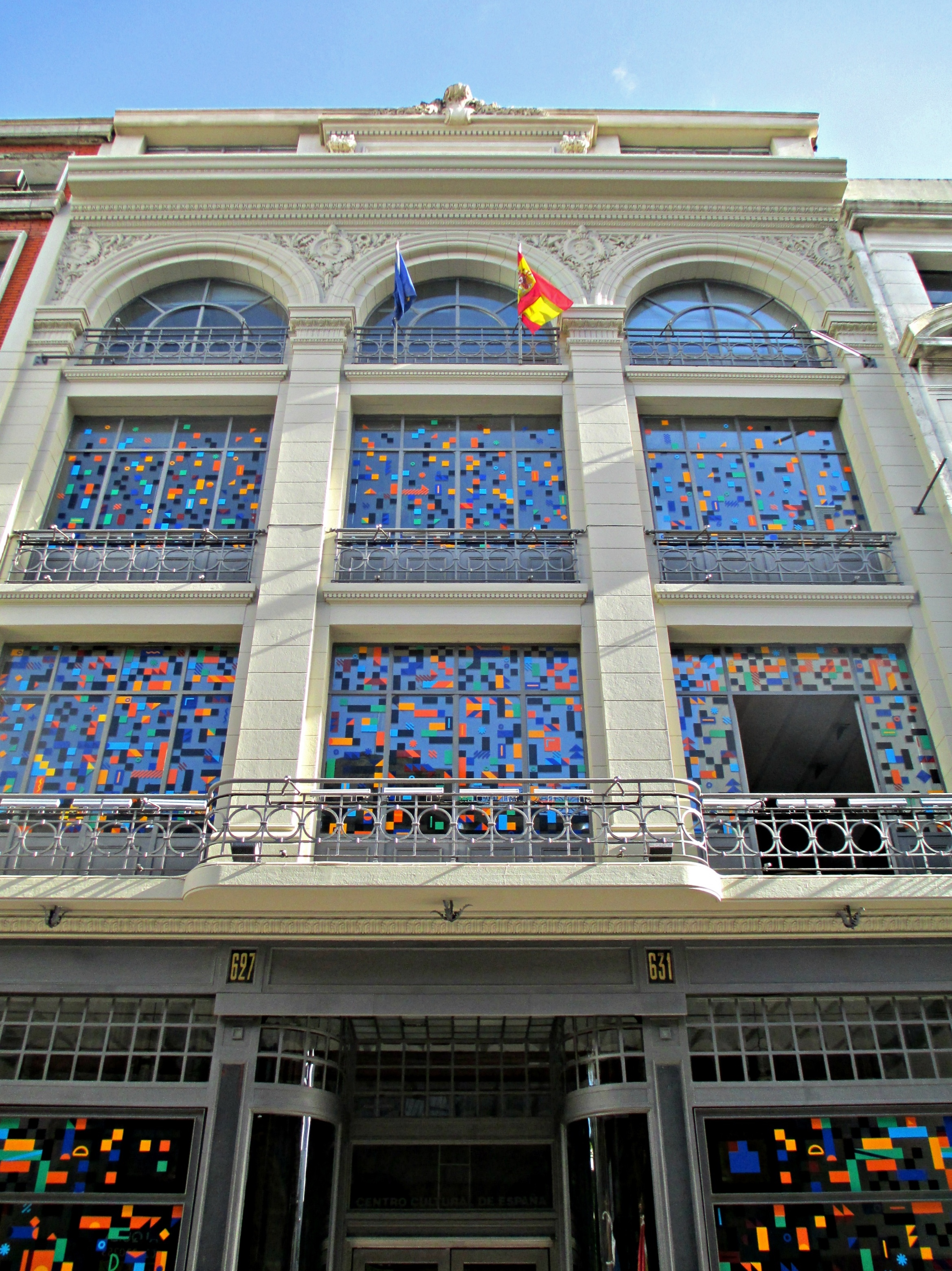
Centro Cultural de España en Montevideo